# کریش
«کریش» (انگلیسی: Krrish) فیلمی هندی اقتباسی از سری فیلم های مردان ایکس (مجموعه‌فیلم)در سبک علمی–تخیلی به کارگردانی راکیش روشن است که در سال ۲۰۰۶ منتشر شد. از بازیگران آن می‌توان به هریتک روشن، پریانکا چوپرا، رخا، نصیرالدین شاه، شارات ساکسنا و پریتی زینتا اشاره کرد.
این فیلم دومین قسمت از سری فیلم‌های کریش می‌باشد و قسمت اول آن یکی پیدا شد است و فیلم کریش ۳ دنباله آن است.
نام فیلم ها : کریش ۱،کریش ۲،کریش ۳،کریش ۴.

## داستان
کریشنا مهرا(هریتک روشن) پس از مرگ پدر و مادرش همراه با مادربزرگش در یک منطقه دورافتاده ولی زیبا و کوهستانی زندگی می‌کند، روهیت مهرا ۲۰ سال پیش مرده‌است. کریشنا تنها است و سرگرمی خاصی ندارد تا اینکه گروهی توریست به آن منطقه می‌آیند در هنگام فرود چتر یکی از این گردشگرها که پریا(پریانکا چوپرا) نام دارد دچار مشکل می‌شود و کریشنا او را نجات می‌دهد، پریا در آن جا پی به قدرت خارق‌العاده و فرا انسانی کریشنا می‌برد. به تدریج کریشنا عاشق پریا می‌شود.
پریا در یک شبکه تلویزیونی در سنگاپور کار می‌کند، او ۵ روز دیر به محل کارش می‌رسد و با توبیخ مدیر مواجه می‌شود، دوستش برای اخراج نشدن می‌گوید ما یک استعداد بی نظیر و فرا انسانی کشف کردیم و در حقیقت در این مدت روی او کار می‌کردیم. پریا برای اینکه کریشنا را متقاعد کند به سنگاپور بیاید به دروغ به او می‌گوید که عاشق او شده‌است و از او می‌خواهد به سنگاپور برود و کریشنا می‌پذیرد. وقتی کریشنا موضوع را با مادربزرگش(ریکا) مطرح می‌کند او داستان روهیت مهرا که پدر کریشنا است را برای او تعریف می‌کند و می‌گوید او به کمک یک موجود فضایی بسیار باهوش و قوی شده بود و سپس برای فعالیت به یک شرکت الکترونیکی رفت که ریاستش با شخصی به نام دکتر آریا بود و روهیت پس از ۲ سال در تماسی گفت مورد سوءاستفاده صاحبان آن شرکت قرار گرفته‌است و چند روز بعد گفته شد او در آتش‌سوزی مرده‌است. مادر بزرگ به کریشنا می‌گوید که مادرش از غم از دست رفتن پدرش مرد و حالا او فقط کریشنا را دارد و نمی‌خواهد او هم بمیرد چون او تمام قدرت‌های خارق‌العاده پدرش را به ارث برده‌است و ممکن است جان او هم تهدید شود. سپس به این شرط که کریشنا قدرت‌های خارق‌العاده خودش را نشان ندهد اجازه می‌دهد تا او به سنگاپور برود و کریشنا می‌پذیرد.
او به سنگاپور می‌رود و در آن جا یک روز در یک سیرک آتش‌سوزی اتفاق می‌افتد و کریشنا با زدن ماسک همه را نجات می‌دهد و خودش را کریش معرفی می‌کند. وقتی برای کریش یک جایزه در نظر گرفته می‌شود او ماسکش را به دوست چینی اش می‌دهد تا او که نیاز مالی دارد بتواند جایزه رابگیرد. اما پریا با دیدن فیلم دوربینش می‌فهمد کریش همان کریشنا است. ویکرام سینها یکی از افراد دکتر آریا است او کریشنا را پیدا می‌کند و به او می‌گوید دوست پدرش است و پدرش نمرده‌است بلکه وقتی دستگاه کنترل آینده را برای دکتر آریا ساخت با دیدن آینده پی به ماهیت دکتر آریا برد و دستگاه را نابود کرد اما دکتر آریا چون برای به دست آوردن رمز دستگاه پس از بازسازی نیاز به زنده بودن روهیت داشته او را زندانی کرده و جسمش را به کمک دستگاه‌هایش از کار انداخته و او در شرایطی مثل بیهوشی قرار دارد. ویکرام به کریشنا می‌گوید دکتر آریا تا چند روز آینده دستگاه را کامل خواهد کرد و پس از آن پدرش را خواهد کشت.
دکتر آریا پس از ۲۰ سال دستگاه را کامل می‌کند و با روشن کردن آن و دیدن آینده می‌فهمد کریش او را خواهد کشت برای همین دوست چینی کریشنا را که فکر می‌کند کریش است را می‌کشد دکتر آریا وقتی به مقرش بر می‌گردد به کمک دستگاه می‌بیند آینده او تغییری نکرده‌است و در پایان کریش به مقر دکتر آریا نفوذ می‌کند او را می‌کشد و پدرش را آزاد می‌کند.